# Tramvaje LHB série 165–179 (Štětín)
Tramvaje LHB série 165–179 jsou typ dvounápravové obousměrné tramvaje, vyrobené podnikem Linke-Hofmann-Busch v roce 1930 pro Štětínskou společnost pouličních drah. Tyto vozy znamenaly pro štětínskou městskou hromadnou dopravu rozšíření vozového parku elektrické dráhy. Celkem vzniklo 15 vozů tohoto typu.

## Konstrukce
Vůz LHB byl obousměrný dvounápravový motorový tramvajový vůz s odporovou výzbrojí. Střední část vozu se dvěma dveřmi na obou stranách byla nízkopodlažní. Pojezd tvořil dvounápravový podvozek se dvěma motory o výkonu 46 kW. Vozy LHB byly standardně dodávány s pantografem. Napájecí napětí pro výzbroj činilo 550 V stejnosměrného proudu. Vozy byly uzpůsobeny pro provoz dvouvozových souprav ve složení motorový vůz + vlečný vůz (typu Wismar nebo Niesky). Původně nesly krémový nátěr, který byl po roce 1945 změněn na bílo-červený.

## Dodávky tramvají
| Současný stát | Město  | Článek | Typ | Roky dodávek | Počet vozů | Evidenční čísla při dodání | Zdroj       |
| ------------- | ------ | ------ | --- | ------------ | ---------- | -------------------------- | ----------- |
| Polsko        | Štětín | článek | LHB | 1930         | 15         | 165–179                    | [ 1 ] [ 2 ] |

## Provoz
Dodány a zprovozněny byly v roce 1930, kdy získaly číselnou sérii 165–179. Jezdily převážně na lince 1. Po skončení druhé světové války byly tramvaje ev. č. 165, 166, 168, 170, 173, 175 a 177 předány do Poznaně, kde byly označeny ev. č. 9-15. V roce 1959 byly všechny poznaňské vozy přestavěny na vlečné vozy typu S3D. Zmodernizované tramvaje byly v Poznani v provozu do roku 1972, kdy byly vyřazeny a zlikvidovány. Tramvaje zbývající ve Štětíně také prošly modernizace na vlečné vozy. Poslední vozy LHB jezdily ve Štětíně až do roku 1972.